# Kapp Valdivia
Kapp Valdivia (Noors voor kaap Valdivia) is het meest noordelijke punt van Bouvet-eiland, een sub-Antarctisch eiland onder Noors bestuur. De kaap ligt vrijwel precies ten noorden van de Olavtoppen, het hoogste punt van het eiland.
De naam van de kaap is ontleend aan het onderzoeksschip Valdivia die werd gebruikt voor de Duitse diepzee-expeditie van 1898 tot 1899, gedurende welke voor het eerst nauwkeurig de positie van het eiland werd bepaald.